# Дидона и Еней
Дидона и Еней (на английски: Dido and Aeneas) е опера в 3 действия от Хенри Пърсел. Завършена е през 1685 г. Либретото е написано от популярния по онова време поет Нахум Тейт по мотиви от „Енеида“ на Вергилий.
Това е единствената истинска опера на Пърсел, и се приема за първата английска опера. В композицията, освен елементи от бароковата музика, могат да се открият и мотиви от шотландския фолклор и готическата музика. Хорът играе ролята на говорител и коментира действието.
Поради многото си осъвременявания и естетически промени, днес операта не е напълно запазена в оригинал, а голяма част от увертюрата липсва.

## Действащи лица
- Дидона (основателка на Картаген) - мецо-сопрано
- Еней (Принц на Троя) - тенор
- Белинда – сопрано
- Втора дама – сопрано
- Магьосница – контраалт
- Дух – контратенор
- Мореплавател – тенор

## Сюжет
Операта разказва за обречената любов на картагенската кралица Дидона към принца на Троя - Еней. Злата магьосница, която не одобрява вмешателството на Дидона, се оказва пречка за отношенията им. Финалът е трагичен – Дидона се самоубива.